# La Quinta Dos
La Quinta Dos är en ort i Mexiko.   Den ligger i kommunen San Luis de la Paz och delstaten Guanajuato, i den centrala delen av landet, 260 km nordväst om huvudstaden Mexico City. La Quinta Dos ligger 2 105 meter över havet och antalet invånare är 188.
Terrängen runt La Quinta Dos är platt åt sydväst, men åt nordost är den kuperad. Runt La Quinta Dos är det ganska tätbefolkat, med 52 invånare per kvadratkilometer. Närmaste större samhälle är San Luis de la Paz, 11,9 km söder om La Quinta Dos. Omgivningarna runt La Quinta Dos är i huvudsak ett öppet busklandskap.